# The Georgia Straight
The Georgia Straight è un giornale canadese in lingua inglese diffuso su scala nazionale. La sua base operativa è a Vancouver. Con un bacino di lettori settimanali di circa 804.000 unità si tratta di una delle riviste canadese più influenti.